# Combate de Montenegro
El combate de Montenegro, llamado también combate de la Cuesta de Coyambuyo, acaeció el 24 de junio de 1838 en las serranías de Montenegro, en la actual Bolivia.  
Los soldados de la Confederación Perú-Boliviana, cuyo número varía según la fuente consultada de 260 a 1900, al mando del general alemán Otto Philipp Braun, cargaron impetuosamente sobre las tropas argentinas, que constaban de 750 a 800 hombres, después de haber estas marchado durante 20 días por caminos fragosos y quebradas.

## Antecedentes
El comandante argentino Alejandro Heredia logró conformar un ejército de unos 3500 hombres organizado en tres divisiones: A la columna de Virto se le encomendó avanzar por la quebrada de Humahuaca, atacar la zona de Iruya e impedir la retirada del ejército de Braun. La columna de Gregorio Paz debía ocupar Tarija y amenazar Chuquisaca. La Columna de Alemán sería la reserva, permaneciendo en la retaguardia.
El 5 de junio de 1838 el mariscal Santa Cruz, ante los preparativos chilenos, intentó abrir negociaciones enviando una carta a Alejandro Heredia y designó a Napoleón Bonetti como negociador, pero este era un prófugo argentino que había sido declarado traidor y criminal y Heredia confirmó que trataba de llevar adelante un plan de insurrección en su contra en el norte argentino, por lo que no reconoció la inmunidad parlamentaria de Bonetti, lo encarceló y lo envió a Buenos Aires el 21 de agosto de 1838. Braun reclamó la puesta en libertad de Bonetti, amenazando con reiniciar las hostilidades, pero el 19 de octubre recibió la respuesta negativa de Heredia, quien seguía considerando a Bonetti un criminal.

## Movimientos previos
Al tener conocimiento de la incursión argentina (11 de junio) el general Braun movió sus fuerzas de Tupiza y marchó con ellas a Tarija, donde adquirió noticias exactas del rumbo que habían tomado los argentinos.
Luego de su victoria en el combate de Zapatera (3 de junio de 1838) Paz avanzó con 750 hombres de todas las armas hasta el Valle de San Luis. Allí el comandante de frontera Idelfonso Cuellar le informó que Braun se encontraba en Tarija con sólo 200 hombres de infantería y 50 de caballería por lo que Paz decidió tomar la ciudad. El 24 de junio, a sólo 25 km de Tarija supo que Braun se hallaba a cubierto en el cerro Montenegro con unos 1500 infantes y más de 400 hombres de caballería.

## El combate

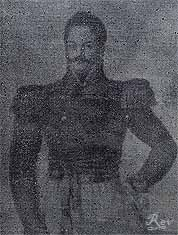
General Gregorio Paz, jefe de la III División del Ejército del Norte.

La noticia de la derrota argentina en Iruya provocó la dispersión de la mayor parte de la infantería jujeña por lo que Paz emprendió la retirada por un desfiladero perseguido por los bolivianos hasta detenerse en la cuesta de Cuyambuyo, decidido a presentar batalla.
Después de una tenaz persecución, Braun alcanzó Cuyambuyo el 24 de junio. Los soldados argentinos se habían parapetado en 5 posiciones paralelas, cubriendo sus costados con las fuerzas de caballería de que disponían. 
Al iniciarse el combate la infantería de la Puna desertó y se unió a los bolivianos. Impedida de operar la caballería por las condiciones del terreno quedaba a Paz el escuadrón de Rifles, una compañía del regimiento Coraceros Argentinos y ciento cincuenta hombres de infantería, a las órdenes del teniente coronel Manuel Ubierna.
Las tropas bolivianas dominaban desde posición más elevada a la infantería argentina y cubiertos por su fuego Braun ordenó atacar las posiciones enemigas. Los soldados bolivianos cargaron pese a hallarse fatigados y rendidos y obligaron a los argentinos a replegarse.
La tenaz resistencia de la infantería jujeña leal (cincuenta hombres al mando del capitán Bernardo Lagos), de los rifleros del coronel Salvador María González, las fuerzas del coronel Marcos Paz y de la vanguardia a cargo del comandante Mateo Ríos se sostuvo cinco horas.

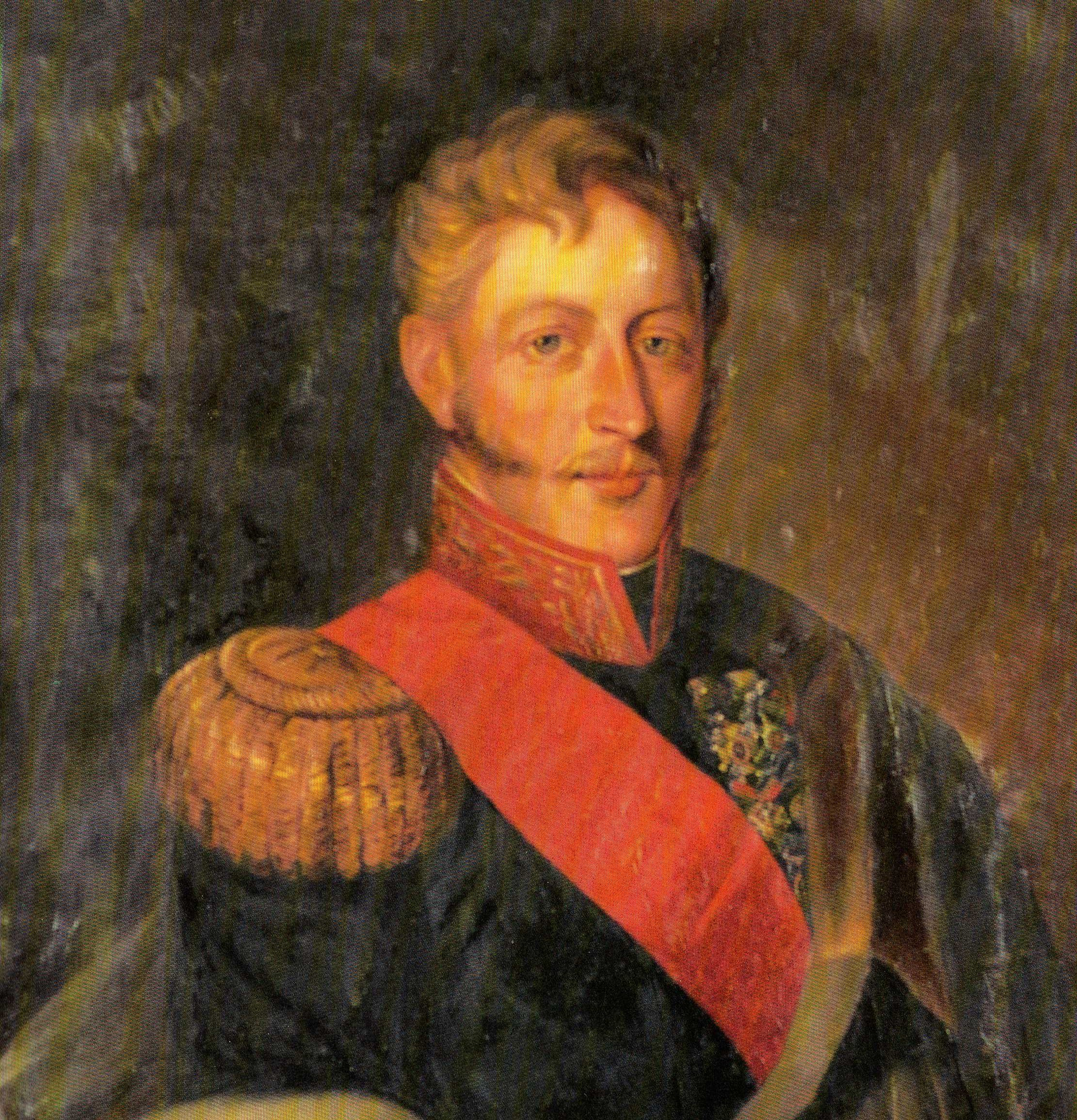
El general Otto Philipp Braun, comandante de las fuerzas bolivianas que obtuvieron la victoria en las serranías de Montenegro.

Finalmente un asalto encabezado por el mismo Braun, secundado por Eustaquio Méndez, Sebastián Ágreda, Fernando María Campero Barragán y Francisco Burdett O'Connor, desalojó a los soldados argentinos de su última posición. Un soldado anónimo se refiere al combate: 

"Era necesario perseguir a los fugitivos por una bajada de 3 leguas de una montaña espesa y por una senda casi perpendicular y llena de precipicios; mas, olvidando su fatiga y presentándoseles este nuevo obstáculo, descendían rápidamente hasta las márgenes del Cuyambú, que los vio aquella misma tarde coronados con los laureles de la victoria.

El campo destinado a la gloria de nuestras armas quedó cubierto de cadáveres enemigos y casi obstruido su paso con armamento de toda clase, monturas, mochilas, maletas, caballos y la mayor parte de los elementos de guerra que trajeron los invasores. Fueron tomados también en él un teniente coronel, 17 oficiales y 180 de tropa, sin hacer cuenta de los dispersos que se estaban reuniendo por las partidas que se destacaron inmediatos, y con los que, según los partes que se han recibido, se aumentaron a más de 250. Un estandarte, 230 fusiles, 84 tercerolas, 65 lanzas, 25 corazas y 165 caballos, los más de ellos con monturas, son los trofeos recogidos en aquella jornada. Nuestra pérdida consiste en 10 muertos y 15 heridos, todos de tropa."

A su vez el general en jefe, Felipe Braun, dirigió al protector Andrés de Santa Cruz el siguiente parte:

"La división vencedora de Montenegro, que arde en amor y entusiasmo por su Gran Capitán, cuya imagen querida llevan fuertemente impresa en sus corazones todos los individuos del ejército del sur, considerando que a ninguno corresponden los trofeos recogidos por su constancia y valor en el campo de batalla, sino al guerrero ilustre, que abriéndole el camino de la gloria, ha dado brillo y esplendor a sus armas, coronándolas de laureles. Animado de tan noble y justo sentimiento, se complace anticipadamente con la idea de que el estandarte enemigo que le dirige por mi conducto, y que fue arrebatado en la gloriosa jornada del 24 de las manos mismas de los temerarios, que tuvieron la inconcebible demencia de pisar con sus impuras plantas el suelo sagrado de los pacificadores del Perú, lo aceptará V.E. como una prenda de sus entusiasmo y devoción y como un testimonio evidente de lo que es capaz esta porción de bravos, cuando combatiendo por sostener la dignidad de la Patria y las glorias del restaurador de ellas se halla inflamada por el recuerdo del Vencedor de Yanacocha y Socabaya, que aun a la distancia enciende y preside sus corazones en el combate.

Al dirigirme a V.E. a nombre de la división vencedora en el Montenegro, me felicito a mí mismo por caberme la fortuna de ofrecer a V.E., por mi conducto, este trofeo del que va a cargo de presentarlo mi ayudante de campo comandante graduado José Valle."

## Consecuencias
El 22 de agosto de 1838, Heredia ordenó la retirada hacia Jujuy y luego a Tucumán al haber fracasado las dos columnas.
Después de su derrota, las tropas argentinas no volvieron a presentarse más ante las fuerzas bolivianas, ni reaccionaron para defender sus territorios invadidos por estas. Esta situación se mantuvo hasta la caída de Santa Cruz, en 1839 tras la batalla de Yungay, año en que el nuevo presidente José Miguel de Velasco, ordenó la desocupación del territorio argentino por las tropas bolivianas.